# تلمبه اسدآباد سرگرد اسدی
تلمبه اسدآباد سرگرد اسدی یک منطقهٔ مسکونی در ایران است که در دهستان کویرات (کرمان) واقع شده‌است.